# Ernst Wilhelm Nay
Ernst Wilhelm Nay (Berlin, 1902. június 11. – Köln, 1968. április 8.) német festő. A második világháborút követő német absztrakt festészet emblematikus alakja volt.

## Élete
Polgári családban született Berlinben, Johannes Nay titkos tanácsos és Elisabeth Nay második gyermekeként. Szülei házasságából később még további négy gyermek született 1914-ig, amikor édesapja az első világháború belgiumi hadszínterén elesett. A kis Ernst affinitása a festészet iránt már 1915-ben megmutatkozott, miután édesanyja beíratta a jó hírű Bad Kösen-i internátusba, a Landesschule Pfortába. A bentlakásos intézményt 1921-ben végezte el sikeres érettségi vizsgával. Visszatért Berlinbe, és könyvkereskedő-segédnek állt a fővárosi Gsellius kiadó könyvárudájában, de szabadidejében egyre gyakrabban festett.
1924-ben néhány arc- és tájképét megmutatta a berlini Szépművészeti Akadémián oktató festőnek, Karl Hofernak. Az ifjú képei annyira megtetszettek az akadémiai tanárnak, hogy ösztöndíjat biztosított 	számára, aki így 1925-től rendszeresen látogatta az akadémiai festészetórákat. 1927-ben meghívást kapott az intézmény kebelén belül működő, Hofer-féle mesteriskolába, ahol egy műtermet is rendelkezésére bocsátottak. Nay ugyanebben az évben vett részt először csoportos kiállításon és adta el első festményét, egy tájképet a hannoveri tartományi múzeumnak.
1928-ban elvégezte a Képzőművészeti Akadémiát, és rövid párizsi tanulmányútra utazott. 1931-ben elnyerte a Porosz Tudományos Akadémia ösztöndíját, amellyel az év októberében kilenc hónapra a római Villa Massimóba utazhatott, s idejét festészeti tanulmányoknak szentelte. Miután 1932 júniusában hazatért, Münchenben leszerződött élete első impresszáriójával (mai kifejezéssel művészmenedzserével), Günther Frankéval. Még ugyanabban az évben Berlinben feleségül vette Helen Kirchnert.
Első egyéni kiállítására a berlini Galerie Flechtheimban került sor 1933-ban. 1934–1935-ben hosszú tanulmányutat tett a Balti-tenger térségében, halászok között élt, s később számtalan képen örökítette meg élményeit. 1936-ban a hatalmon lévő náci kultúrpolitika és „állami esztétika” elfajzott művészetnek minősítette Nay képeit, amelyeket eltávolítottak a németországi közgyűjteményekből. Két, balti-tengeri halásztémát ábrázoló festményét az Entartete Kunst 1937. évi „szégyentárlatán” is kiállították. A művészettörténész Carl Georg Heise közbenjárására Edvard Munch meghívta magához Nayt, aki még ugyanabban az évben Norvégiába utazott. Előbb a nagy norvég festő vendégszeretetét élvezte annak Oslóhoz közeli otthonában, majd három hónapon keresztül Lofotenen utazgatott. Itt készült festményeivel Norvégiában nagy sikert aratott, így 1938-ban még egyszer visszatérhetett a messzi északi szigetvilágba.
A második világháború kitörését követően, 1940-ben besorozták, s gyalogos közlegényként előbb Dél-Franciaországba került, majd a bretagne-i Auray-ban állomásozott. 1942-ben egy térképészosztagba, Le Mans-ba helyezték át, ahol barátságot kötött több francia értelmiségivel, valamint az emigrációban élő Vaszilij Kandinszkijjel. Az amatőr szobrász Pierre Térouanne felajánlotta számára saját műtermét, ahol Nay elkészítette első gouache-képeit és olajfestményeit.
Nayt 1945 májusában szabadították fel az amerikaiak, s visszatért hazájába. Miután a világháborúban berlini műterme elpusztult, a Frankfurt am Mainhoz közeli Hofheimben telepedett le. 1946-tól ismét egyéni kiállításokkal jelentkezhetett több németországi városban, Berlinben, Münchenben, Düsseldorfban, Kölnben, Hamburgban, Lübeckben és Mannheimban. Tizenhét évnyi házasság után, 1949-ben elvált feleségétől, és elvette Elisabeth Kerschbaumert.
1951 októberében Nay Kölnbe költözött és csatlakozott a Zen-csoporthoz. Egyéni kiállításai mellett szerepelt a velencei (1948, 1956) és a São Pauló-i biennálén (1955, 1959), s egyre gyakrabban jelent meg tengerentúli tárlatokon is. 1956-ban megkapta Észak-Rajna-Vesztfália Festészeti Díját, és a berlini Művészeti Akadémia tagja lett. 1955–1964 között rendszeresen részt vett a kasseli Documenta tárlatokon.
1953-ban Nay belekóstolt a filmkészítésbe is, amikor Herbert Seggelke Eine Melodie – Vier Maler című absztrakt filmjében Jean Cocteau-val együtt tanácsadóként közreműködött. Az 1950-es évek közepétől több művészeti iskolában oktatott és művészetelméleti írásai is megjelentek.

## Életműve
Nay korai művészetére a portré- és tájképfestészet volt jellemző, de már legelső képei részleteiben is megmutatkozott az absztrakcióra való hajlam, és a később oly egyedivé váló színkezelés. Az akadémiai évek során festményei naturalista stílusban fogantak, s 1928-as párizsi útja során erősen hatottak rá Nicolas Poussin művei.
Hamarosan azonban erőteljesen megmutatkozott valódi művészi hajlama, az absztrakt iránti affinitás. Az 1930-as évek első felében festett kisméretű, figuratív képei absztrakt és szürreális formajegyeket hordozó állat- és emberalakokat ábrázoltak. Az évtized közepén balti-tengeri útjának élményeiből merítkezve festette a dűnéket és a halászélet momentumait megjelenítő, mozgalmas, a prehisztorikus barlangi művészet látványvilágát idéző, kontrasztos kolorittal jellemezhető képeit (Dünenbilder / Dűneképek, 1935; Fischerbilder / Halászképek, 1935–1936).
Norvégiai tanulmányútja, Ernst Ludwig Kirchner és Edvard Munch expresszionista festészete hatására mozdult el művészete az absztrakt expresszionizmus felé, s ekkor tudatosult benne a színek mindent elsöprő hatása. E festői korszakának legjellemzőbb darabjai az erőteljes színű, gyakran kristályszerűen elnyújtott foltok hatására építő vízfestménysorozata (Lofotenbilder / Lofoteni képek, 1937–1938). A Franciaországban töltött katonaévei során készült festményeket különös kontraszt jellemzi. Témaválasztásában Nay a sorsszerűségre, a végzetre és a halálra helyezte a hangsúlyt, de csukott szemű alakjait és környezetüket perzselően meleg, életteli színekkel ábrázolta.
A második világháborút követő időszakban művészetére továbbra is a figurális ábrázolás volt jellemző, s döntően a görög mitológiából és a Bibliából kölcsönözte absztrakt képeinek témáit (Hekate-Bilder / Hekaté-képek, 1945–1948). 1949-től festett képeivel jutott el Nay a tiszta absztraktizmushoz: élénk és kontrasztos színvilág, pontokból, sokszögekből és ívekből komponált dinamikus látvány jellemzi ekkor készült képeit (Fugalen-Bilder / Fugale-képek, 1949–1951). Az 1950-es években, a Zen-csoporthoz való csatlakozása után festményeinek látványvilága ismét az expresszionizmus és a lírai absztrakció ötvözetében oldódott fel: zaklatott ritmusú, misztikus színezetű képeiről eltűntek a korábban oly jellemző kontrasztok és kontúrok.
1954-ben jelentkezett első, rendkívül harsány színezetű, különböző méretű, elmosódott körvonalú korongokból, körökből, pöttyökből komponált festményeivel (Scheibenbilder / Korongképek). Festészetéből a szögletes, éles formák eddigre teljesen eltűntek. 1956-ban kapta első felkérését, hogy korongkompozíciót készítsen a Freiburgi Egyetem Kémiai Intézetének egyik falára (Freiburger Bild / Freiburgi kép), s az elkövetkező években több hasonlóan nagyszabású falfestményt készíthetett el.
1963-ban Nay új művészi korszakába lépett: az ismét kontrasztossá váló, hatalmas pannóin megjelenő korongokat ovális formákba, körívekbe és körökbe foglalta be, ezzel mintegy szemekből álló kompozíciókat hozott létre (Augenbilder / Szemképek, 1963–1964). Élete utolsó éveiben művészetében mind erőteljesebben mutatkozott meg az art informel hatása s bizonyos jegyekben visszatért 1930-as évekbeli képeinek naiv látványvilágához. Kontrasztos festményeit harsány színű, homogén felületű formákból komponálta össze.